# Tsjoesovaja
De Tsjoesovaja (Russisch: Чусовая), in de bovenloop ook wel Middag Tsjoesovaja of 'Noordelijke Tsjoesovaja genoemd, is een rivier die stroomt door de Russische oblasten Sverdlovsk en Tsjeljabinsk. De rivier stroomt zowel over de oostelijke als de westelijke helling van de Oeral en is de belangrijkste zijrivier van de Kama.
De Tsjoesovaja ontspringt in het het Tsjoesovskojmeer (± 56° 15′ NB, 60° 35′ OL, ten noordoosten van Verchny Oefalej) in de Centrale Oeral in het noorden van oblast Tsjeljabinsk en stroomt vandaar door een aantal vervuilde industriegebieden naar het westen en eindigt uiteindelijk in de Tsjoesovskojgolf van het Kamastuwmeer (693 km van de bron) bij de stad Perm, waar ook de waterkrachtcentrale Kama ligt.
De bronnen van het water worden gedomineerd gevoed door de smelting van de sneeuw (55%). Regen (29%) en ondergrondse instroming (18%) zijn de overige bronnen. De rivier heeft een kort stroomseizoen: van ongeveer midden april tot midden juni. Aan het einde van oktober tot het begin van december bevriest de rivier en blijft bevroren tot april-mei.
De rivier heeft een groot aantal zijrivieren. De belangrijkste zijn aan de rechterkant de Mezjevaja Oetka, de Serebrjanka, de Kojva en de Oesva en aan de linkerkant de Revda en de Lysva.
Het water van de rivier is erg belangrijk voor de watervoorziening. Sinds 1978 wordt vanuit het Voltjsichinskogo reservoir (37 km²) het water vervoerd naar het Verchneisetskoe reservoir voor de levering aan de industriesector en publieke sector in de stad Jekaterinenburg.
In totaal zijn er ongeveer 35 waterreservoirs langs de rivier en haar zijrivieren, die afwateren op de rivier.
De belangrijkste steden aan de rivier zijn Pervo-oeralsk en Tsjoesovoi.

## Oorsprong van de naam
De naam "Tsjoesovaja" is waarschijnlijk afkomstig uit het vervormd Komi-Permjaaks1. In het Oedmoerts, waaruit het Komi-Permjaakse woord waarschijnlijk is geleend, betekent Tsjoes(чус) "vlot" of "snel"; va(ва) betekent "water" in het Komi-Permjaaks. In het hedendaags Komi-Permjaaks bestaat het woord Tsjoes niet meer, maar door de Russische onderzoeker van Samojeedse talen A.K. Matvejev wordt gesteld dat, omdat de rivier lokaal ook wel Tsjoesova (Чусова) genoemd wordt, de naam vroeger waarschijnlijk Tsjoesva (Чусва) was. Tsjoes wordt in het Komi-Permjaaks nog wel gebruikt voor de aanduiding van de Middag (Middag Tsjoes) of Noordelijke Tsjoesovaja (Noordelijke Tsjoes). De Russen gebruikten sinds de 14e eeuw (uit 1396 stamt het eerste document met betrekking tot het woord), toen men voor het eerst in aanraking kwam met de term, echter alleen de gewone benaming Tsjoesovaja en het toponiem Tsjoes raakte in de vergetelheid, waar deze bij het Komi-Permjaaks alleen doorleefde in de benaming van de bovenloop. .

1 Komi-Permjaaks wordt gesproken in Permjakië

## Vervuiling
Het water van de rivier heeft op sommige plaatsen zeer hoge concentraties van vervuilende stoffen in het water. Deze vervuiling wordt onder andere veroorzaakt door de mijnbouw, zware industrie en de houtkap. Een van de grootste vervuilers is het industriegebied bij Pervo-oeralsk-Revda, ten westen van Jekaterinenburg. De belangrijkste vervuilende stoffen in het water zijn nitrieten, fosfaten, en ammonia. Ook zijn de BOD-waarden en sommige ijzer-, aluminium- en chroomverbindingen in het water te hoog op sommige plaatsen. Er wordt sinds het uiteenvallen van de Sovjet-Unie meer gedaan aan het verbeteren van de kwaliteit van het water. Door internationale samenwerking wordt gepoogd om de situatie te verbeteren.

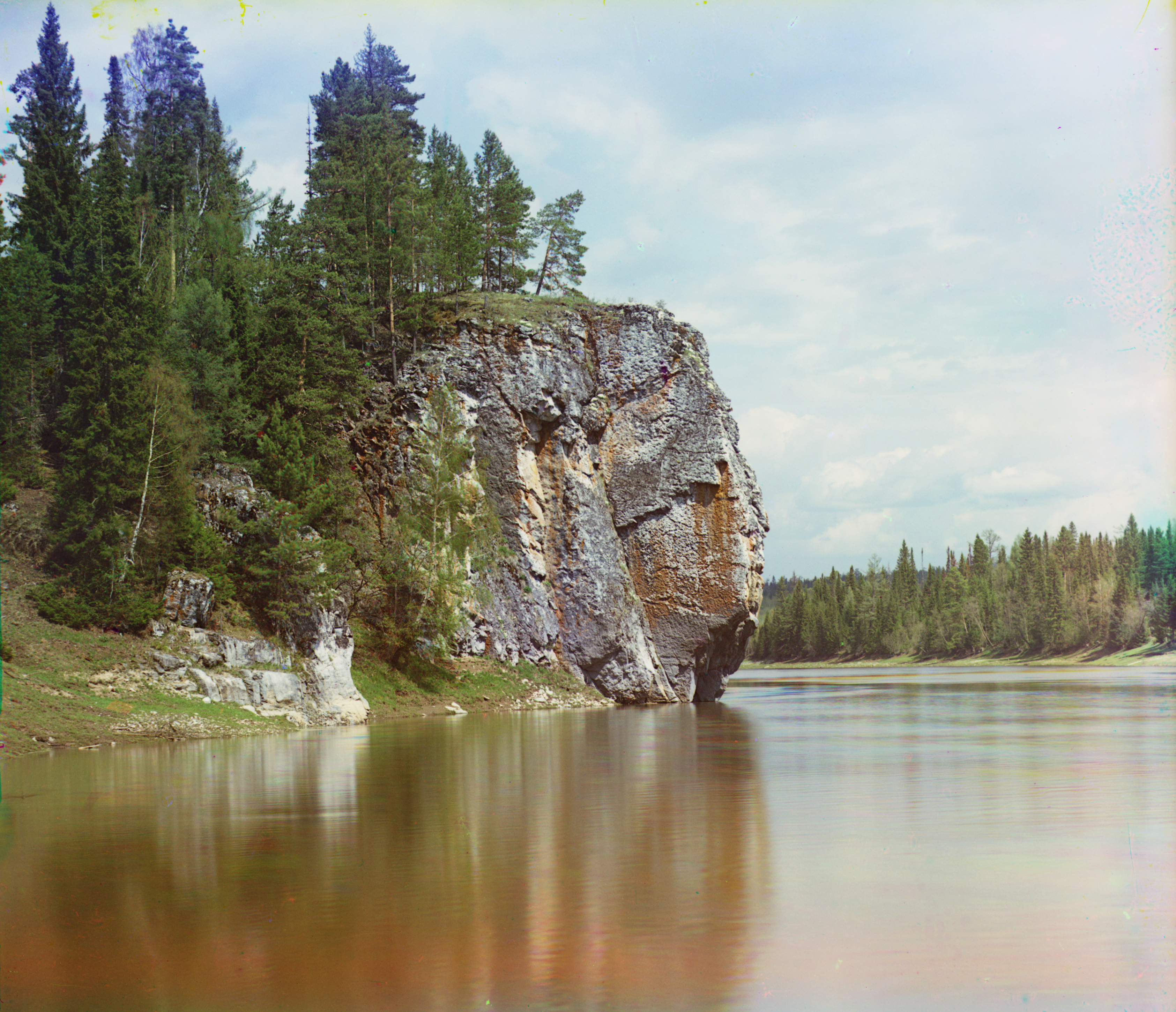
Maksimovskirots naast de Tsjoesovajarivier. Foto genomen in 1912 door Sergej Prokoedin-Gorski.

## Geschiedenis en natuurschoon
De rivier heeft een belangrijke rol gespeeld bij de kolonisatie van de Oeral en Siberië omdat het de enige rivier is die zowel aan de westelijke als de oostelijke helling van de Oeral stroomt. Via de rivier voer de bekende ontdekkingsreiziger kozak Jermak stroomopwaarts Siberië in, nadat hij voorraden had ingeslagen bij de toenmalige eigenaars van de rivier, de familie Stroganov. Via de rivier werden de delfstoffen uit de Oeral afgevoerd naar Europees Rusland, naar de stad Perm.
Deze handelsroute was niet zonder gevaren. In het relatief korte vaarseizoen kent de rivier namelijk een enorme variatie qua watertoevoer en daardoor ook vaak een stevige stroming. Langs de rivier staan een groot aantal rotskliffen die tot meer dan 100 meter boven het wateroppervlak reiken, die menig schip deden vergaan, doordat deze door de sterke stroming ertegenaan werden gesmeten. Deze rotsen werden "soldaten" genoemd. Een aantal van de meest gevaarlijke rotsen is opgeblazen gedurende de geschiedenis. Veel van de rotsen langs de rivier dragen nog steeds poëtische namen.
De loop van de rivier is op veel plekken dunbevolkt en bevat veel natuur, dat veel toeristen aantrekt, zoals kanoërs.